# 山内豊誉
山内 豊誉（やまうち とよたか、天保12年9月15日（1841年10月29日） - 慶応3年2月20日（1867年3月25日））は、幕末期の土佐藩家老。東邸山内家の2代当主。通称は民部、兵庫。

## 履歴
南邸山内豊著（土佐藩12代藩主山内豊資の弟）の七男で容堂の実弟にあたり、東邸山内豊道の養子となる。1861年（文久元年）、武市瑞山が土佐勤皇党を結成し、吉田東洋の政権と激しく対峙した時、豊誉は山内豊栄とともに瑞山を支持し、東洋の排斥を図ったが成功せず、瑞山らが東洋の暗殺をすると混乱に陥った土佐藩の収拾に乗り出し、保守派政権を設立させる。
1862年（文久2年）、藩主豊範の上洛および江戸参勤交代によって雄藩として活躍し、瑞山も志士のなかに重きをなすようになる。しかし1863年（文久3年）、八月十八日の政変によって容堂の奪権が成功し、瑞山が投獄されると、豊誉の地位も激しく流動する。
世態に対してなすすべなく「奸徒跋扈し、事皆空しく」にはじまる漢詩にその悶々の情を託した。1867年（慶応3年）2月20日、死去した。
1898年（明治31年）、従四位を追贈された。

## 参考資料
- 『高知県人名事典』高知市民図書館、1970年。